# Карл Филип фон Анхалт
Карл Филип фон Анхалт (на немски: Carl/Karl Philipp von Anhalt; * 7 август 1732 в Капеле/Цьорбиг в Анхалт; † 9 май 1806 в Берлин) от род Аскани е кралски пруски генерал-майор.
Той е големият незаконен син на пруския генерал-лейтенант наследствен принц Вилхелм Густав фон Анхалт-Десау (1699 – 1737) и любовницата му Хенриета Мариана Шардиус, дъщеря на генерал-суперинтендента на Десау Йохан Петер Шардиус († 1733). Майка му се омъжва по-късно за Консистория-тайен съветник Гюнтер в Кьотен. Брат е на Хайнрих Вилхелм фон Анхалт (1735 – 1801), пруски сухопътен генерал.
Карл Филип фон Анхалт влиза през 1756 г. в пруската войска и веднага участва в Седемгодишната война. През 1759 г. той става секонде-лейтенант.
На 3 януари 1761 г. в Лайпциг пруският крал Фридрих II го издига заедно с брат му Хайнрих Вилхелм под името „фон Анхалт“ в пруската аристокрация. Те стават „господари фон Анхалт“, техните полубратя получават титлата „граф фон Анхалт“.
Карл Филип фон Анхалт става през 1761 г. щаб-капитан, през 1762 г. получава ордена Pour le Mérite, през 1763 г. е капитан и шеф на компания, 1778 г. майор и участва във Войната за баварското наследство. През 1787 г. той е повишен на полковник-лейтенант и комадир. 1790 г. той става полковник и 1795 г. генерал-майор. По здравословни причини той се пенсионира 1795 г. с 1 000 талер годишна пенсия.
Карл Филип фон Анхалт е погребан през 1806 г. гарнизонската църква в Берлин.

## Фамилия
Карл Филип фон Анхалт се жени 1772 г. в Берлин за Фридерика Албертина фон Ведел (* 17 септември 1751; † 8 октомври 1825), дъщеря на Карл Хайнрих фон Ведел (1712 – 1782), пруски генерал-лейтенант и военен министър, и Фридерика Августа фон Броекер (1731 – 1785). Нейната сестра Каролина Фридерика фон Ведел (1748 – 1780) е омъжена от 1768 г. за по-малкия му брат Хайнрих Вилхелм фон Анхалт (1735 – 1801).
Те имат децата:
- Фридрих Вилхелм Карл († млад)
- Августа Каролина Фридерика Хенриета (1773 – 1834), омъжена за Биндер, амтман
- Карл Фридрих Вилхелм (1780 – 1805, убит в дуел), премиер-лейтенант в 1. батальон на сухопътната гвардия в Потсдам